# دسر پیتزایی

دسر پیتزایی دسری آمریکایی است که از خامه، میوه و نان شیرینی تهیه می‌گردد. این دسر چون خمیرش شبیه پیتزا پهن می‌گردد و نهایتأ می‌توان مانند پیتزا به آن برش زد، به دسر پیتزایی معروف شده‌است. 